# Yucatánspecht
De Yucatánspecht (Melanerpes pygmaeus) is een vogel uit de familie Picidae.

## Verspreiding en leefgebied
Deze soort is endemisch in Yucatan en telt drie ondersoorten:
- M. p. tysoni: Guanaja (nabij Honduras).
- M. p. rubricomus: van Yucatán (zuidoostelijk Mexico) tot centraal Belize.
- M. p. pygmaeus: Cozumel (nabij Yucatán).

## Status
De grootte van de populatie is in 2019 geschat op 50.000-500.000 volwassen vogels. Op de Rode lijst van de IUCN heeft deze soort de status niet bedreigd.